# Ifa-orakel
Het Ifa-orakel is een Afrikaans religieus systeem met als doel de toekomst te voorspellen, waarbij gebruik wordt gemaakt van een uitgebreid systeem van teksten. Het woord Ifa verwijst naar de filosoof Ifa of Orunmila, die ook wel wijsheid van god wordt genoemd. 

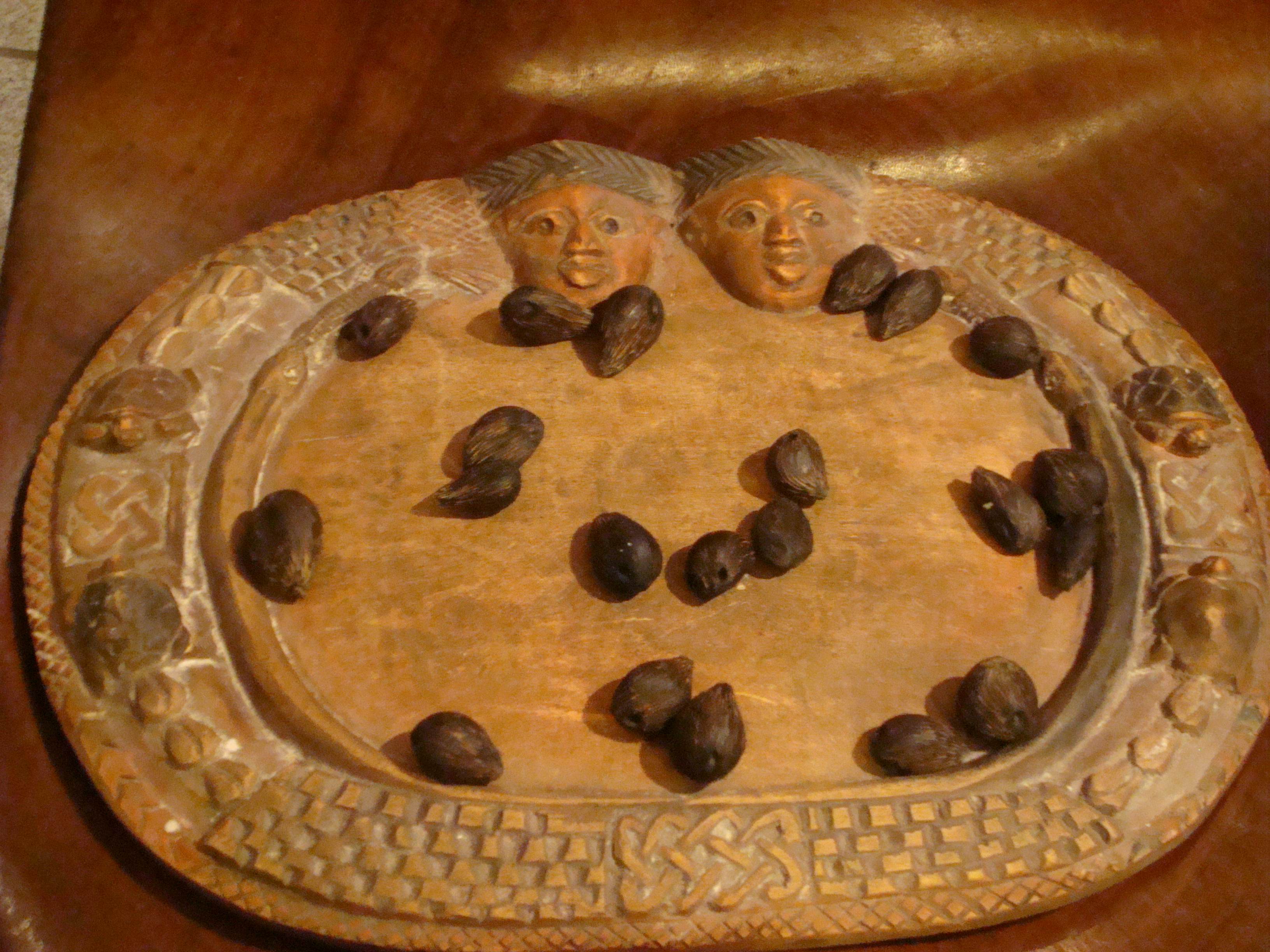
Ifa-orakel

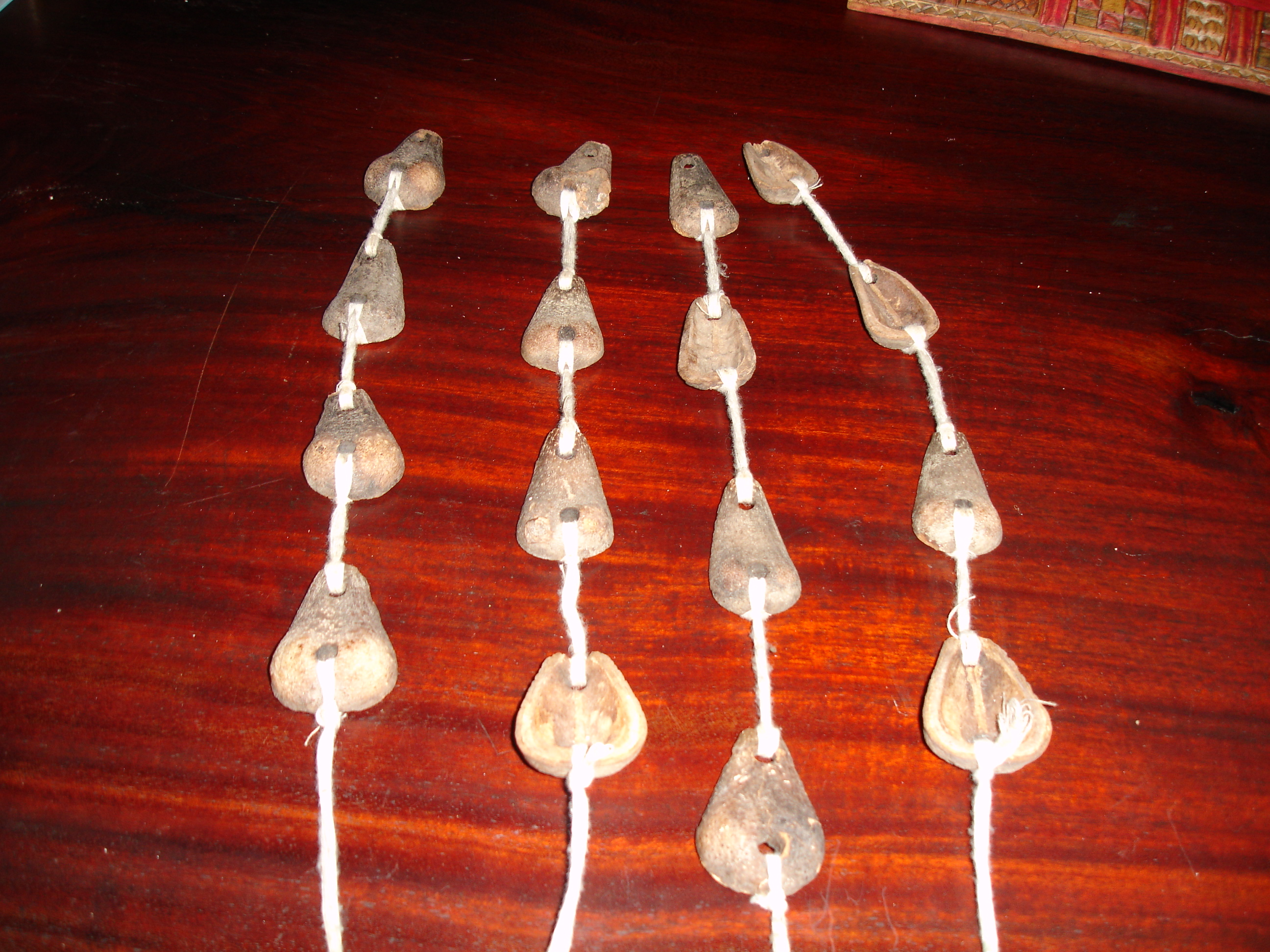
Voorspellingsketting

In de twaalfde eeuw werd de stad Ile-Ife, in de regio Osun van Zuidwest-Nigeria, het politieke en culturele centrum van de Yoruba.
Ifa wordt ook gepraktiseerd door: 
- volgers van de Santería (Afrikaanse religie in Cuba)
- volgers van de Candomblé (Afrikaanse religie in Brazilië)
- volgers van Voodoo
- mensen in Amerika en de Caraïben onder de naam Orisa Ifa.

In tegenstelling tot andere orakelsystemen die een medium gebruiken om geesten op te roepen gebruikt de Babalawo, of Ifa-priester, een systeem van tekens die hij werpt op een bord en dan interpreteert.
De verzameling literaire Ifa-teksten, Odu genaamd, bestaat uit 256 delen, onderverdeeld in verzen (ese genaamd). Het aantal verzen is onbekend daar er soms 800 ese per edu zijn. Elk van de 256 Odu heeft zijn eigen specifiek voorspellend karakter, bepaald door de Babalawo die hiervoor heilige palmnoten en een voorspellingsketting gebruikt.
De ese, die als belangrijkst onderdeel van het Ifa-orakel worden beschouwd, worden door de priester gezongen in een poëtische taal. De ese handelen over Yoruba-geschiedenis, taal, geloof, heelalvisie en hedendaagse maatschappelijke onderwerpen. De kennis van Ifa is bewaard binnen de Yoruba-gemeenschap en doorgegeven door Ifa-priesters. Onder invloed van kolonialisme werd Ifa steeds meer gediscrimineerd. De Ifa-priesters zijn oud en de jeugd heeft weinig interesse in orakels. Het voortbestaan van het corpus is in gevaar.
Het ritueel van het Ifa-orakel werd in 2005 door UNESCO toegevoegd aan de "lijst van meesterwerken van het orale en immateriële erfgoed van de mensheid".

## Afbeeldingen

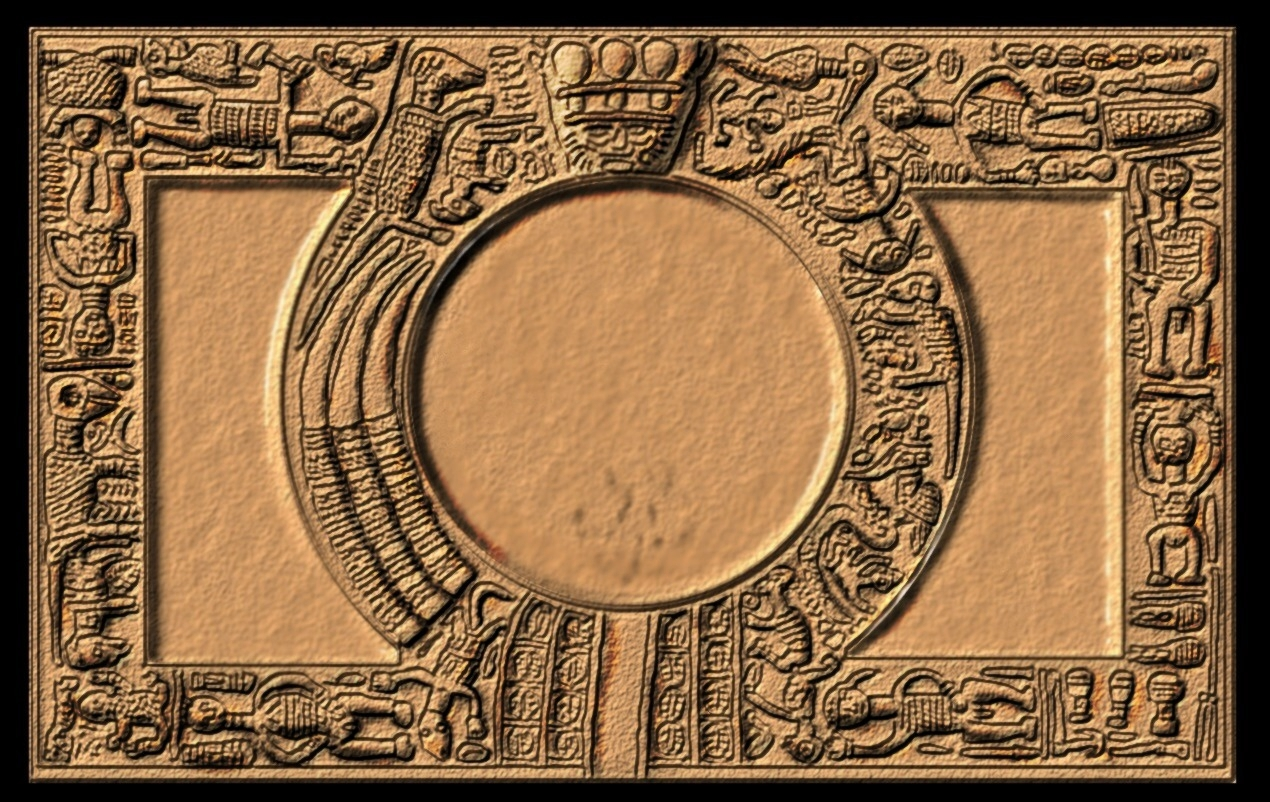
Ifa-orakel uit de zestiende of zeventiende eeuw, Ulmer Museum, Ulm
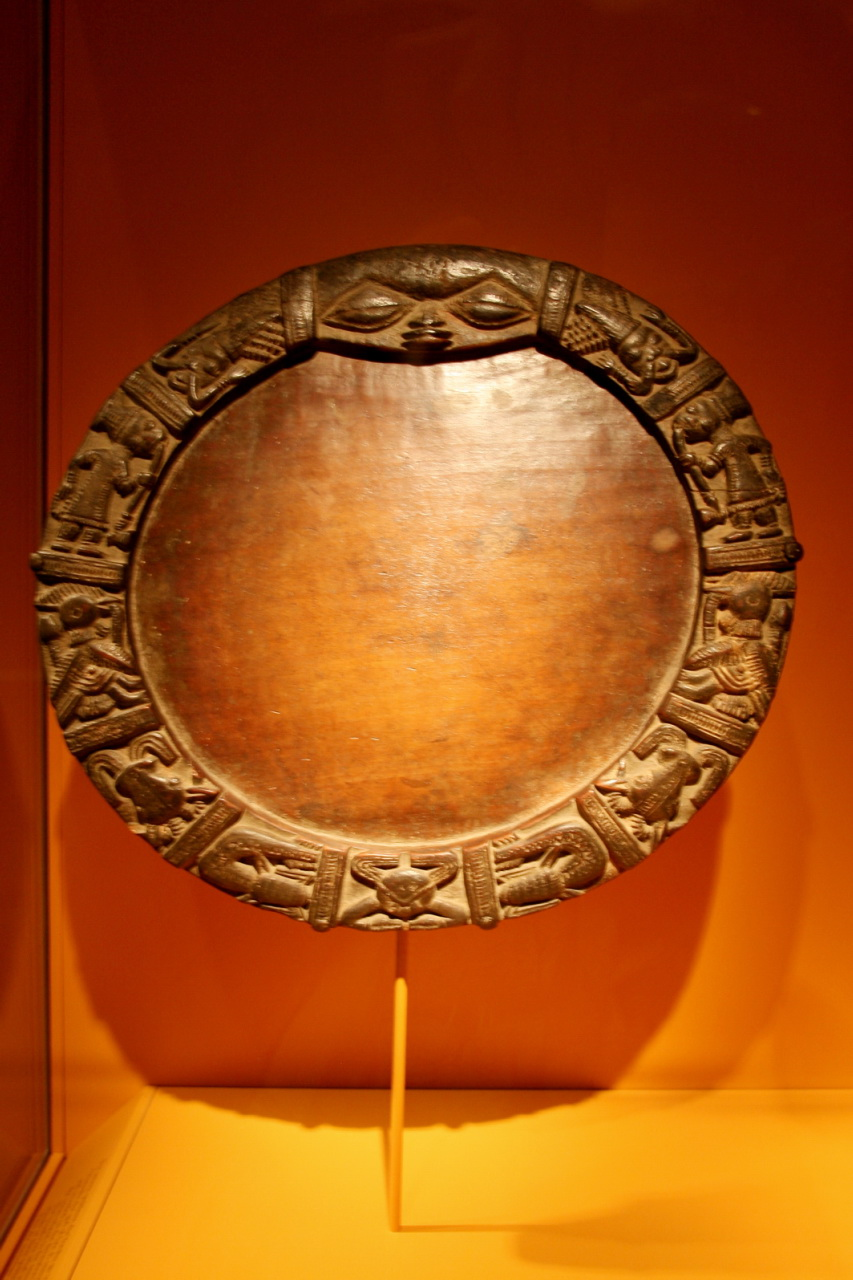
Ifa-orakel
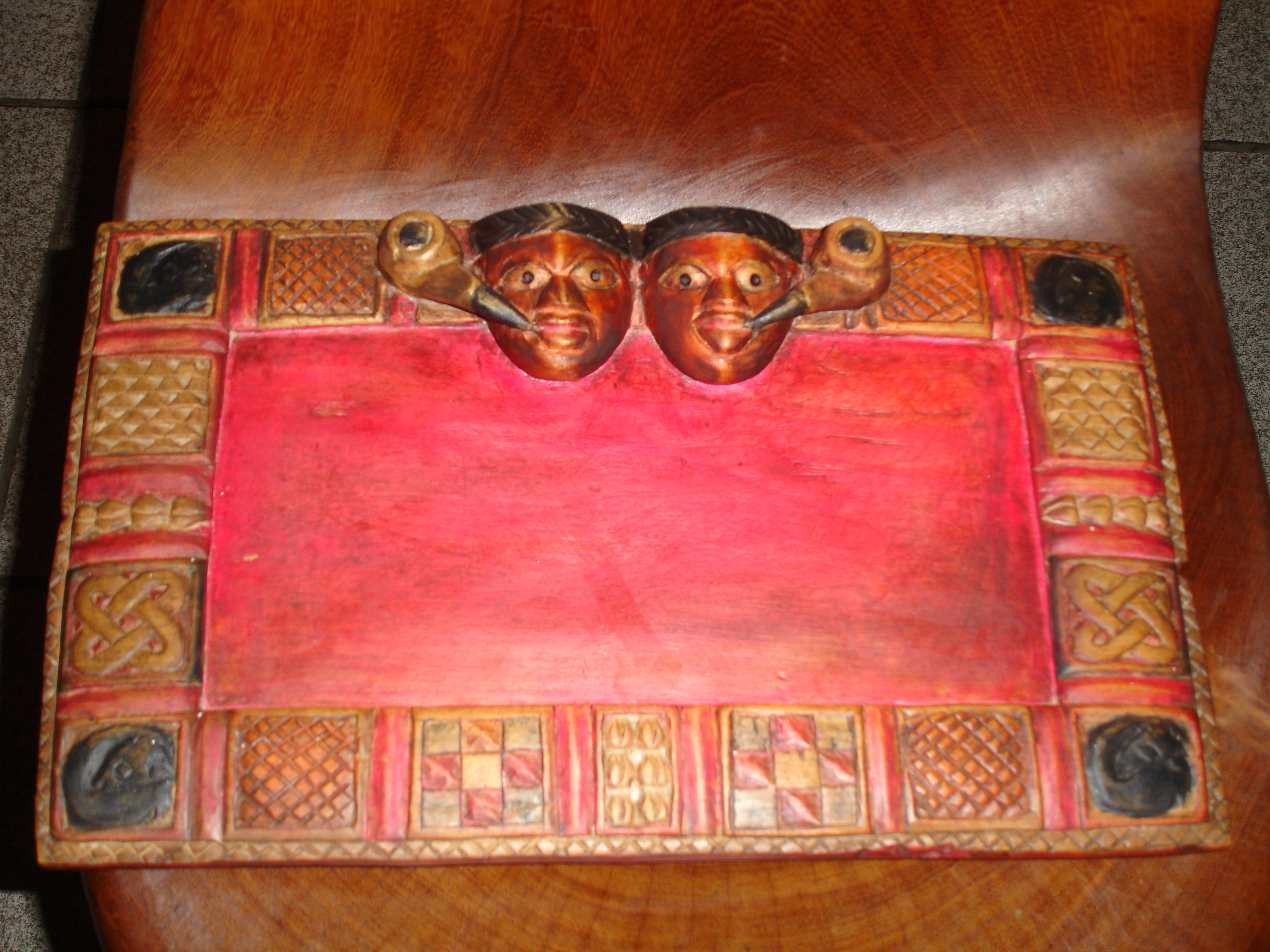
Rechthoekig Ifa-orakel
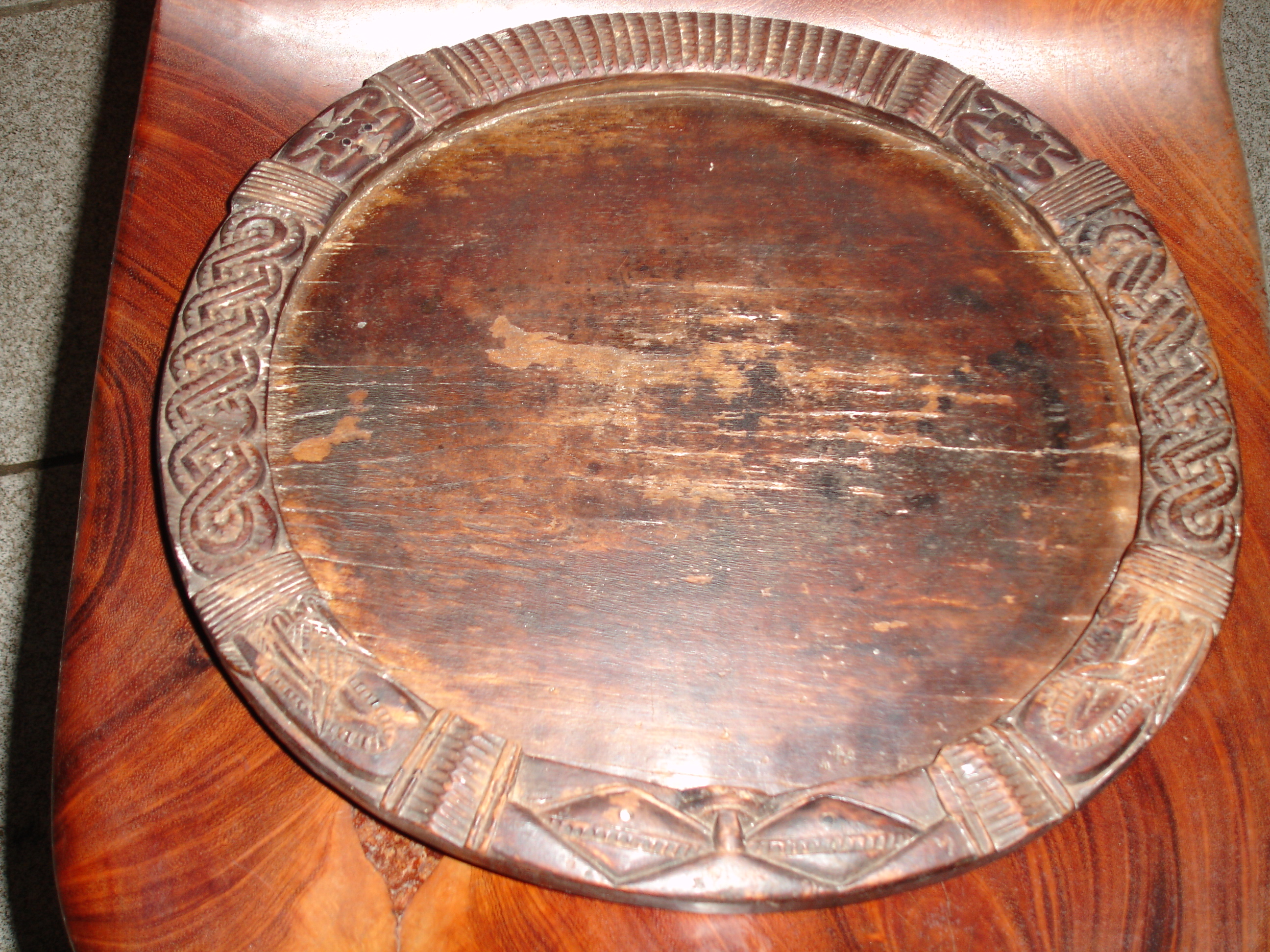
Ifa-orakel